# Thomas Jerome Hudner Jr.
Thomas Jerome Hudner Jr. (Fall River, 31 de agosto de 1924 – Concord, 13 de novembro de 2017) foi um oficial da Marinha dos Estados Unidos e um aviador naval. Ele subiu ao posto de capitão e recebeu a Medalha de Honra por suas ações na tentativa de salvar a vida de seu ala, o alferes Jesse L. Brown, durante a Batalha do Reservatório de Chosin na Guerra da Coreia.
Nascido em Fall River, Massachusetts, Hudner frequentou a Phillips Academy e a Academia Naval dos Estados Unidos. Inicialmente desinteressado em aviação, ele finalmente começou a voar e se juntou ao Esquadrão de Caça 32, pilotando o F4U Corsair no início da Guerra da Coreia. Chegando perto da Coreia em outubro de 1950, voou em missões de apoio do porta-aviões USS Leyte.
Em 4 de dezembro de 1950, Hudner e Brown estavam entre um grupo de pilotos em patrulha perto do reservatório de Chosin, quando o Corsair de Brown foi atingido por tropas terrestres chinesas e caiu. Em uma tentativa de salvar Brown de seu avião em chamas, Hudner aterrissou intencionalmente sua própria aeronave em uma montanha de neve em temperaturas congelantes para ajudar Brown. Apesar desses esforços, Brown morreu de seus ferimentos e Hudner foi forçado a evacuar, tendo também sido ferido no pouso.
Após o incidente, Hudner ocupou posições a bordo de vários navios da Marinha e com várias unidades de aviação, incluindo um breve período como executivo da USS Kitty Hawk durante uma turnê na Guerra do Vietnã, antes de se aposentar em 1973. Nos anos seguintes, trabalhou para várias organizações de veteranos nos Estados Unidos. O destróier de mísseis guiados da classe Arleigh Burke, USS Thomas Hudner, é nomeado em sua honra.

## Primeiros anos e educação
Hudner nasceu em 31 de agosto de 1924 em Fall River, Massachusetts. Seu pai, Thomas Hudner Sr., era um empresário de ascendência irlandesa que dirigia uma rede de mercearias, Hudner's Markets. Três irmãos nasceram mais tarde, chamados James, Richard e Phillip.
Hudner ingressou na prestigiada Phillips Academy em Andover, Massachusetts, em 1939. Sua família tinha uma longa história na academia, com seu pai se formando em 1911 e seu tio, Harold Hudner, se formando em 1921. Eventualmente, os três filhos mais novos de Hudner também frequentariam a academia: James em 1944, Richard em 1946 e Phillip em 1954. Durante seu tempo no colégio, Thomas atuou em várias organizações, servindo como capitão do time de atletismo da escola, bem como membro dos times de futebol e lacrosse, oficial de classe, membro do conselho estudantil e um conselheiro assistente de casa.

## Carreira

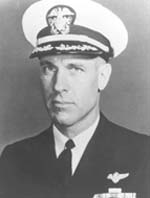
Hunder mais tarde em sua carreira

Após o ataque a Pearl Harbor e a entrada dos Estados Unidos na Segunda Guerra Mundial, Hudner ouviu um discurso do diretor da academia, Claude Fuess, que ele disse mais tarde que o inspirou a ingressar na carreira militar. Um dos 10 de Phillips a ser aceito na academia de sua classe, ele entrou na Academia Naval dos Estados Unidos em Annapolis, Maryland, em 1943 e se formou em 1946. Na época em que foi contratado, no entanto, a Segunda Guerra havia terminado. Hudner frequentou a Academia Naval com vários outros colegas notáveis, incluindo Marvin J. Becker, James B. Stockdale, Jimmy Carter e Stansfield Turner. Ele jogou futebol na academia, eventualmente se tornando um running back titular do time universitário júnior.
Após a formatura, Hudner serviu como oficial de comunicações a bordo de vários navios de superfície. Durante seus primeiros anos nas forças armadas, Hudner disse que não tinha interesse em aeronaves. Depois de um ano de serviço a bordo do cruzador pesado da classe Baltimore USS Helena, que operava na costa de Taiwan, foi transferido para o cargo de oficial de comunicações na Base Naval de Pearl Harbor, onde serviu por mais um ano. Em 1948, Hudner se interessou pela aviação e se candidatou a uma escola de aviação, vendo-a como "um novo desafio". Ele foi aceito na Naval Air Station Pensacola em Pensacola, Flórida, onde completou o treinamento básico de voo, e foi transferido para a Estação Aérea Naval Corpus Christi no Texas, onde completou o treinamento avançado de voo e se qualificou como aviador naval em agosto de 1949. Foi nesse ano que ele fez amizade com Jesse L. Brown, o primeiro aviador naval afro-americano. Apenas um ano antes, o presidente Harry S. Truman havia decretado o fim da segregação racial nas Forças Armadas. Após um breve posto no Líbano, Hudner foi designado para o VF-32 a bordo do porta-aviões USS Leyte, pilotando o F4U Corsair. Mais tarde, ele disse que gostou dessa tarefa, pois considerava o Corsair "seguro e confortável".

### Guerra da Coreia
Na noite de 25 de junho de 1950, dez divisões do Exército Popular da Coreia do Norte lançaram uma invasão em grande escala ao vizinho do país ao sul, a Coreia do Sul. A força de 89 mil homens se moveu em seis colunas, o que pegou o Exército da República da Coreia de surpresa, resultando em uma derrota. O menor exército sul-coreano sofria de falta generalizada de organização e equipamentos e não estava preparado para a guerra. As forças norte-coreanas, numericamente superiores, destruíram a resistência isolada dos 38 mil soldados sul-coreanos na frente antes que ela começasse a se mover firmemente para o sul. A maioria das forças da Coreia do Sul recuou diante da invasão. Os norte-coreanos estavam a caminho da capital da Coreia do Sul, Seul, em poucas horas, forçando o governo e seu exército destroçado a recuar mais para o sul.
Para evitar o colapso da Coreia do Sul, o Conselho de Segurança das Nações Unidas votou pelo envio de forças militares. A Sétima Frota dos Estados Unidos despachou a Força-Tarefa 77, liderada pelo porta-aviões USS Valley Forge e a Frota Britânica do Extremo Oriente despacharam vários navios, incluindo HMS Triumph, para fornecer apoio aéreo e naval. Embora as marinhas tenham bloqueado a Coreia do Norte e lançado aeronaves para atrasar as forças norte-coreanas, esses esforços por si só não impediram o avanço do exército norte-coreano pelo sul. O presidente Truman posteriormente ordenou a entrada de tropas terrestres no país para complementar o apoio aéreo. Todas as unidades e navios da Marinha dos Estados Unidos, incluindo Leyte, foram colocados em alerta. O navio estava no Mar Mediterrâneo, e Hudner não esperava ser enviado para a Coreia, mas em 8 de agosto, um porta-aviões substituto chegou à área e Leyte foi enviado para a Coréia. Os comandantes navais sentiram que os pilotos de Leyte eram mais bem treinados e preparados do que os de outros porta-aviões disponíveis, então eles estavam entre os primeiros enviados ao teatro de operações. Leyte navegou do Estreito de Gibraltar através do Oceano Atlântico e para Quonset, depois pelo Canal do Panamá e para San Diego, Califórnia, Havaí e Japão antes de chegar nas águas da Coreia por volta de 8 de outubro.
O navio juntou-se à Força-Tarefa 77 na costa nordeste da Península Coreana, parte de uma frota de 17 navios da Sétima Frota dos Estados Unidos, incluindo o porta-aviões USS Philippine Sea, encouraçado USS Missouri e o cruzador USS Juneau. Hudner voou 20 missões no país. Essas missões incluíram ataques a linhas de comunicação, concentrações de tropas e instalações militares em torno de Wonsan, Chongpu, Songjim e Senanju.
Após a entrada da China na guerra no final de novembro de 1950, Hudner e seu esquadrão foram despachados para o reservatório de Chosin, onde uma intensa campanha estava sendo travada entre o X Corps (Estados Unidos) e o 9.º Exército Voluntário do Povo. Quase 100 mil soldados chineses cercaram 15 mil soldados americanos, e os pilotos em Leyte estavam realizando dezenas de missões de apoio aéreo aproximado todos os dias para evitar que os chineses invadissem a área.

### Ação da Medalha de Honra

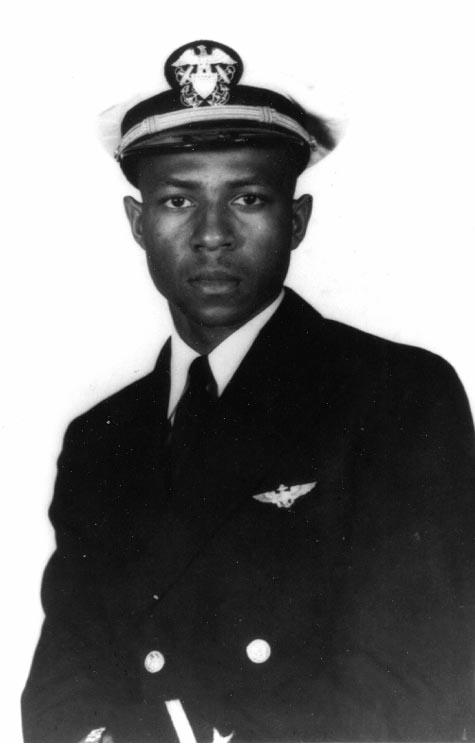
Hudner recebeu a Medalha de Honra por tentar salvar Brown em 1950

Em 4 de dezembro de 1950, Hudner fazia parte de um voo de seis aeronaves apoiando as tropas terrestres do Corpo de Fuzileiros Navais dos Estados Unidos que foram encurraladas pelas forças chinesas. Às 13:38, ele decolou de Leyte com o oficial executivo do esquadrão tenente-comandante Richard L. Cevoli, tenente George Hudson, tenente Júnior Bill Koenig, alferes Ralph E. McQueen e Alferes Jesse L. Brown, que era o ala de Hudner. O voo percorreu 160 km da localização da Força-Tarefa 77 até o Reservatório Chosin, voando de 35 a 40 minutos em um clima de inverno muito rigoroso até as proximidades das aldeias Yudam-ni e Hagaru-ri. O voo começou a procurar alvos ao longo do lado oeste do reservatório, baixando sua altitude para 210m no processo. A missão de busca e destruição de três horas também foi uma tentativa de sondar a força das tropas chinesas na área.
Embora o voo não tenha avistado nenhum chinês, às 14h40 Koenig comunicou pelo rádio a Brown que parecia estar perdendo combustível. O dano provavelmente veio do fogo de armas da infantaria chinesa, que era conhecida por se esconder na neve e emboscar aeronaves que passavam atirando em uníssono. Pelo menos uma bala rompeu uma linha de combustível. Brown, perdendo a pressão do combustível e cada vez menos capaz de controlar a aeronave, largou seus tanques de combustível externos e foguetes e tentou pousar numa clareira coberta de neve na encosta de uma montanha. Brown caiu em um vale em forma de tigela a aproximadamente40° 36′ N, 127° 06′ L, perto de Somong-ni, 24 km atrás das linhas chinesas e à temperatura de -10 °C. A aeronave quebrou violentamente com o impacto e foi destruída. No acidente, a perna de Brown ficou presa sob a fuselagem do Corsair, e ele tirou o capacete e as luvas na tentativa de se libertar, antes de acenar para os outros pilotos, que circulavam logo acima. Hudner e os outros pilotos no ar pensaram que Brown havia morrido no acidente e imediatamente começaram um pedido de socorro via rádio para qualquer aeronave de transporte pesado na área enquanto vasculhavam a montanha em busca de qualquer sinal de forças terrestres chinesas próximas. Eles receberam um sinal de que um helicóptero de resgate viria o mais rápido possível, mas a aeronave de Brown estava soltando fumaça e um incêndio havia começado perto de seus tanques internos de combustível.

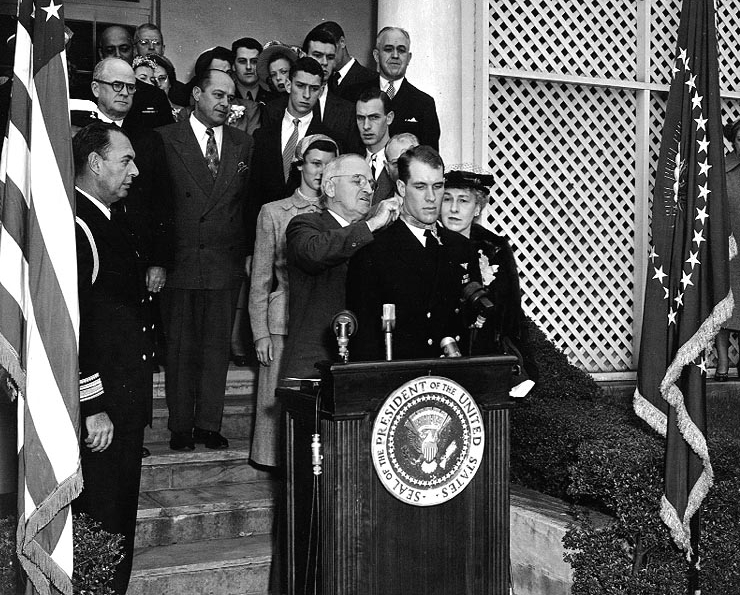
Hudner recebe a Medalha de Honra do presidente Harry S. Truman em 13 de abril de 1951

Hudner tentou em vão resgatar Brown por meio de instruções de rádio, antes de intencionalmente fazer um pouso forçado de sua aeronave, correndo para o lado de Brown e tentando libertá-lo dos destroços. Com a condição de Brown piorando a cada minuto, Hudner tentou afogar o fogo da aeronave na neve e puxar Brown da aeronave, tudo em vão. Brown começou a perder e recuperar a consciência, mas apesar de sentir muita dor, não reclamou com Hudner. Um helicóptero de resgate chegou por volta das 15h, e Hudner e o piloto, o tenente Charles Ward, não conseguiram apagar o incêndio do motor com um extintor de incêndio. Eles tentaram em vão libertar Brown com um machado por 45 minutos. Eles consideraram brevemente, a pedido de Brown, amputar sua perna presa. Brown perdeu a consciência pela última vez pouco tempo depois. Suas últimas palavras conhecidas, que ele disse a Hudner, foram "diga a Daisy que a amo". O helicóptero, que não conseguia operar na escuridão, foi forçado a partir ao anoitecer com Hudner, deixando Brown para trás. Acredita-se que Brown tenha morrido logo depois de seus ferimentos e exposição ao frio extremo. Nenhuma força chinesa ameaçou o local, provavelmente por causa da forte presença aérea dos pilotos do VF-32.
Hudner implorou aos superiores que permitissem que ele voltasse aos destroços para ajudar a extrair Brown, mas ele não teve permissão, pois outros oficiais temiam uma emboscada aos helicópteros vulneráveis, resultando em baixas adicionais. A fim de evitar que o corpo e a aeronave caíssem nas mãos de chineses ou norte-coreanos, a Marinha dos Estados Unidos bombardeou o local do acidente com napalm dois dias depois. A tripulação recitou o Pai Nosso no rádio enquanto observavam as chamas consumirem o corpo de Brown. Os pilotos observaram que seu corpo parecia ter sido remexido e suas roupas roubadas, mas ele ainda estava preso na aeronave. Os restos mortais de Brown e da aeronave nunca foram recuperados. Brown foi o primeiro oficial afro-americano da Marinha dos Estados Unidos morto na guerra.

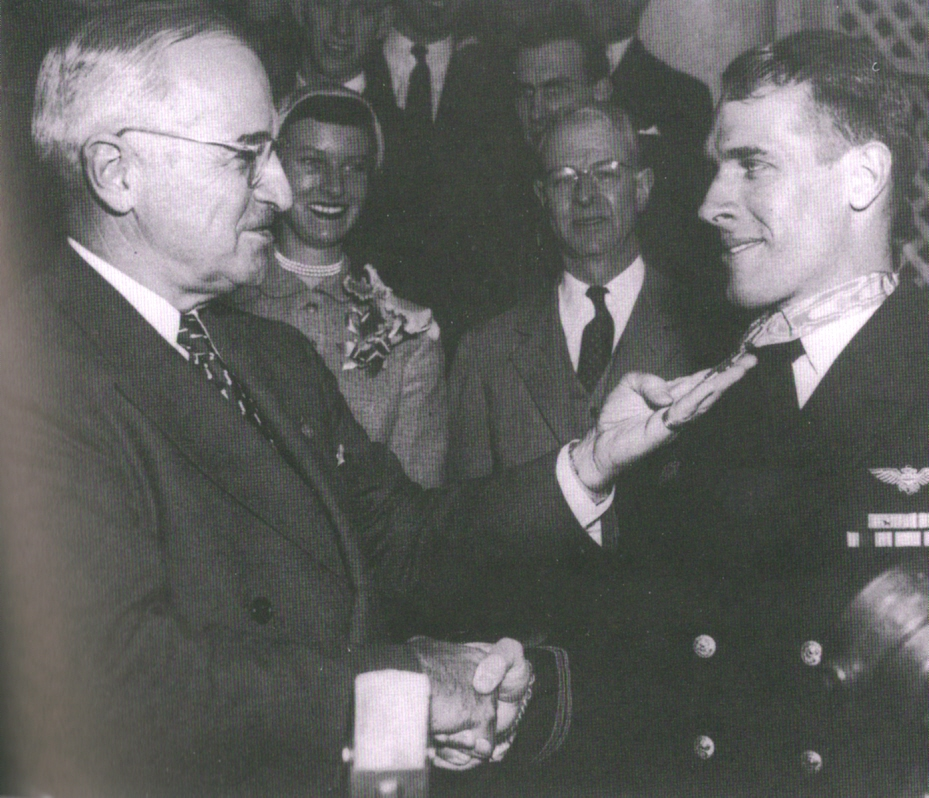
Truman parabeniza Hudner após presenteá-lo com a Medalha de Honra

O incidente de 4 de dezembro deixou Hudner sem voar por um mês, pois ele machucou as costas no pouso, uma lesão que ele disse mais tarde que persistiu por 6 para 8 anos. Ele voou 27 missões de combate durante a guerra, servindo até 20 de janeiro de 1951, quando Leyte foi transferido de volta para a Frota do Atlântico. Em 13 de abril de 1951, Hudner recebeu a Medalha de Honra do presidente Truman. Seu feito havia repercutido não só pela ousadia, mas também por expor as relações raciais nas Forças Armadas poucos anos após o fim da segregação. No processo, Hudner conheceu a viúva de seu ala, Daisy Brown. Os dois mantiveram contato regular por pelo menos 50 anos após esse encontro. Ele foi o primeiro militar a receber a medalha durante a Guerra da Coréia, embora vários outros recebessem a medalha por ações ocorridas antes de 4 de dezembro de 1950.
Hudner disse que ocasionalmente era criticado por suas ações e que "cerca de 90" pessoas lhe disseram que ele agia de forma imprudente. Seus comandantes notaram que suas ações podem ter colocado em perigo o piloto do helicóptero e sacrificado uma aeronave. Hudner disse mais tarde que as críticas não o fizeram se arrepender de sua decisão, pois ele sentiu que foi uma ação impulsiva. Ainda assim, os comandantes posteriormente emitiram ordens proibindo os pilotos de fazer um pouso forçado de maneira semelhante para tentar salvar os alas abatidos. Em reflexão posterior, Hudner indicou que não se considerava um herói por suas ações.

### Carreira posterior na Marinha

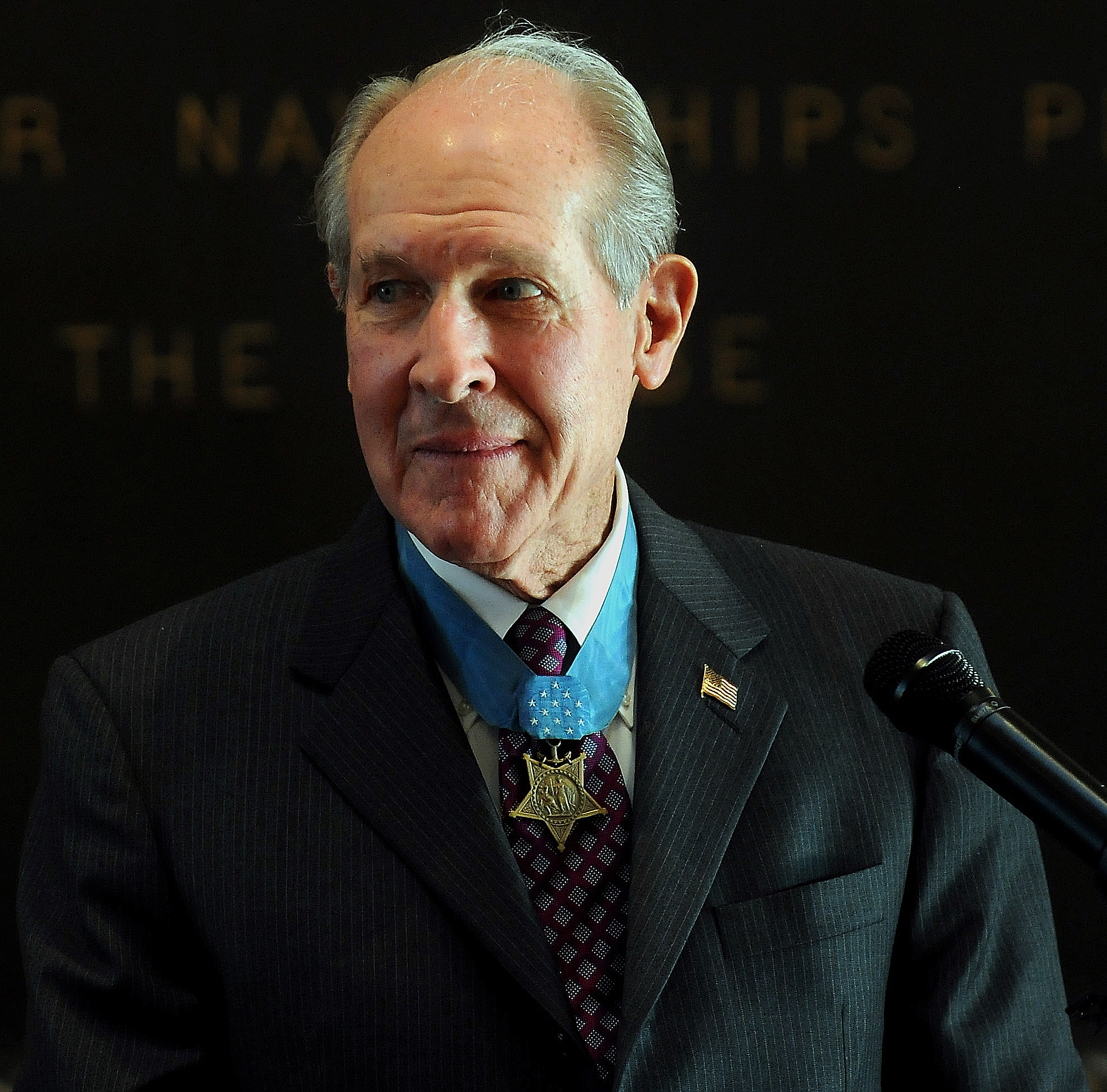
Hudner na Academia Naval dos Estados Unidos em dezembro de 2008

Depois de receber a Medalha de Honra, Hudner foi transferido para os Estados Unidos e serviu como instrutor de voo na Estação Aérea Naval de Corpus Christi, no Texas, em 1952 e 1953. Em seguida, atuou como oficial de estado-maior da Divisão de Porta-Aviões 3, que na época fazia parte da Força-Tarefa 77 e operava no Japão, em 1953 e 1954. Em 1955 e 1956, ele serviu no Esquadrão de Desenvolvimento Aéreo 3 na Estação Aeronaval Atlantic City em Nova Jersey, onde voou em aeronaves experimentais e de desenvolvimento. Nesse período ele foi treinado em aeronaves movidas a jato.
A partir de outubro de 1957, Hudner serviu em um programa de intercâmbio com a Força Aérea dos EUA, voando por dois anos com o 60.º Esquadrão de Caça-Interceptador na Base Aérea de Otis em Barnstable County, Massachusetts. Durante esta missão, ele voou no F-94 Starfire e no F-101 Voodoo. Ele foi então promovido a comandante e serviu como assessor do Chefe do Bureau de Armas Navais até 1962, quando frequentou o Air War College na Maxwell Air Force Base em Montgomery, Alabama. Ao se formar em julho de 1963, ele voltou a voar e foi nomeado oficial executivo do Esquadrão de Caça 53, pilotando o F-8E Crusader a bordo USS Ticonderoga. Depois de servir como oficial executivo, Hudner assumiu o comando do VF-53. Após esta atribuição, ele foi transferido para o cargo de Oficial de Treinamento de Liderança no escritório do Comandante das Forças Aéreas Navais, na Estação Aérea Naval de North Island em Coronado, Califórnia.
Hudner foi promovido a capitão em 1965, assumindo o comando do Esquadrão de Treinamento 24 na Estação Aérea Naval Chase Field em Bee County, Texas, que comandou em 1965 e 1966. Em 1966 ele foi designado para o USS Kitty Hawk, primeiro como navegador e depois como oficial executivo do navio. O Kitty Hawk foi implantado na costa do Vietnã do Sul em 1966 e 1967, lançando missões de apoio à Guerra do Vietnã, e ele serviu no navio durante esta viagem, mas não viu nenhum combate e não voou em nenhuma das missões. Em 1968, ele foi designado oficial de operações da divisão de Operações Aéreas do Sudeste Asiático da Marinha dos Estados Unidos. Naquele ano, ele se casou com Georgea Smith, uma viúva com três filhos, que conheceu em San Diego. Os dois tiveram um filho juntos, Thomas Jerome Hudner III, nascido em 1971. A última colocação de Hudner na Marinha foi como chefe do Treinamento Técnico de Aviação no Gabinete do Chefe de Operações Navais em Washington, DC, cargo que ocupou até sua aposentadoria em fevereiro de 1973.
Em 17 de fevereiro de 1973, dias antes da aposentadoria de Hudner, a Marinha encomendou a fragata de classe Knox USS Jesse L. Brown, o terceiro navio dos Estados Unidos a ser nomeado em homenagem a um afro-americano. Presentes na cerimônia de comissionamento em Boston, Massachusetts, estavam Daisy Brown Thorne, que havia se casado novamente, sua filha Pamela Brown e Hudner, que fez uma dedicatória. O navio foi desativado em 27 de julho de 1994 e vendido para o Egito.

## Últimos anos e morte

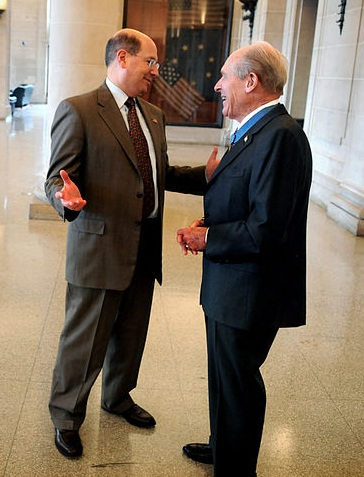
Hudner (à direita) falando com o secretário da Marinha Donald C. Winter na Academia Naval dos EUA em dezembro de 2008

Depois de se aposentar, Hudner inicialmente trabalhou como consultor de gestão e, mais tarde, trabalhou com a United Service Organizations. Por causa de sua Medalha de Honra, ele trabalhou regularmente com vários grupos de veteranos em sua aposentadoria como líder na comunidade de veteranos, vivendo uma vida tranquila. De 1991 a 1999, ele atuou como Comissário do Departamento de Serviços de Veteranos de Massachusetts, até que entregou essa posição para Thomas G. Kelley, outro ganhador da Medalha de Honra.
Ele recebeu uma série de homenagens em sua vida posterior. Em 1989, ele foi homenageado pelo Programa Gathering of Eagles da Força Aérea na Base Aérea de Maxwell. Em 2001, Hudner presenteou Daisy Brown Thorne com várias medalhas póstumas de Jesse Brown na Mississippi State University. Em maio de 2012, o secretário da Marinha anunciou que um destróier de mísseis guiados Arleigh Burke seria nomeado USS Thomas Hudner. O navio foi batizado em 1.º de abril de 2017, com a presença de Hudner, e comissionado em Boston em 1.º de dezembro de 2018.
Depois de 1991, Hudner viveu em Concord, Massachusetts, com sua esposa, Georgea. Em julho de 2013, ele visitou Pyongyang, na Coreia do Norte, na tentativa de recuperar os restos mortais de Jesse Brown no local do acidente. As autoridades norte-coreanas disseram a ele para retornar em setembro, quando o clima seria mais previsível.
A biografia oficial de Hudner - Devotion: An Epic Story of Heroism, Friendship, and Sacrifice - foi lançada em outubro de 2015, após sete anos de colaboração com o autor Adam Makos.
Hudner morreu em sua casa em Concord, Massachusetts, em 13 de novembro de 2017, aos 93 anos. Ele foi enterrado no Cemitério Nacional de Arlington em 4 de abril de 2018, em uma cerimônia com a presença do General Joseph Dunford, Presidente do Estado-Maior Conjunto.

## Prêmios e condecorações
|  |  |  |
|  |  |  |
|  |  |  |
|  |  |  |
|  |  |  |
|  |  |  |
|  |  |  |

| Distintivo | Distintivo de Aviador Naval                         | Distintivo de Aviador Naval                                                | Distintivo de Aviador Naval                             |
| 1ª linha   | Medalha de Honra                                    | Legião do Mérito                                                           | Medalha Estrela de Bronze                               |
| 2ª linha   | Air Medal com uma estrela de prêmio de ouro         | Medalha de Comenda da Marinha e do Corpo de Fuzileiros Navais              | Citação de Unidade Presidencial                         |
| 3ª linha   | Comenda da Unidade da Marinha                       | Medalha da Campanha Americana                                              | Medalha da Vitória na Segunda Guerra Mundial            |
| 4ª linha   | Medalha de Serviço de Ocupação da Marinha           | Medalha do Serviço de Defesa Nacional com uma estrela de serviço de bronze | Medalha de serviço coreana com duas estrelas de serviço |
| 5ª linha   | Medalha de serviço do Vietnã com estrela de serviço | Vietnam Gallantry Cross com palma                                          | Citação da Unidade Presidencial Coreana                 |
| 6ª linha   | Medalha da Coreia das Nações Unidas                 | Medalha da Campanha do Vietnã                                              | Medalha de Serviço da Guerra da Coreia                  |

### Citação da Medalha de Honra
Hudner foi um dos 11 homens premiados com a Medalha de Honra durante a Batalha do Reservatório de Chosin. Ele foi o primeiro de sete militares da Marinha dos EUA e o único aviador naval a receber a Medalha de Honra na Guerra da Coréia.

## No cinema e na literatura
- Filme: Devotion (2022)[62]
- Livro: Devotion: An Epic Story of Heroism, Friendship, and Sacrifice (2015)[63]